# George D. Chryssides
George D. Chryssides (né en 1945), a enseigné dans plusieurs universités britanniques, devenant chef des études religieuses à l'université de Wolverhampton en 2001. Il est actuellement chercheur honoraire en religion contemporaine à l'université Saint John de York et à l'université de Birmingham. Il est l'auteur de plusieurs livres et articles. Chryssides s'intéresse particulièrement aux nouveaux mouvements religieux, sur lesquels il a publié de nombreux ouvrages.

## Éducation
Chryssides est titulaire d'une maîtrise en philosophie et d'une licence en théologie systématique de l'université de Glasgow, ainsi que d'un doctorat en philosophie de la religion de l'université d'Oxford.

## Définition des nouveaux mouvements religieux
Chryssides est entré dans le débat sur la définition de la catégorie « nouveaux mouvements religieux ». Alors que les autres spécialistes insistent sur les caractéristiques théologiques ou sociologiques, et suggèrent de les identifier comme ayant une théologie non dominante ou perçus par la société comme déviants, Chryssides privilégie un test chronologique simple, bien que combiné avec le fait que le mouvement est clairement en dehors des grandes religions mondiales. Pour lui, le "nouveau mouvement religieux" est une organisation fondée "au cours des 150 dernières années environ", qui ne peut être facilement classée dans l'une des principales traditions religieuses du monde.
Bien que les récits d'anciens membres critiques puissent être biaisés, déclare qu'il a ainsi appris des informations utiles sur les Témoins de Jéhovah et Aled Thomas affirme qu'un examen attentif de tels témoignages permet aux érudits d'acquérir des connaissances sur ces mouvements qui n'étaient peut-être pas auparavant disponibles dans le domaine public. En tant que tel, l’étude des récits d’anciens membres peut être enrichissante à la fois pour le travail du chercheur et pour la connaissance plus large des nouveaux mouvements religieux.